# 二苯基汞
二苯基汞为一种无色的结晶， 是一种有机汞试剂具有化学式 C12H10Hg。它可以在乙醇中通过摩尔比数2:1二氯化汞和三苯甲基锡制备。 几乎所有的有机汞试剂的配位几何在汞原子上都是线性的。